# Капусняк

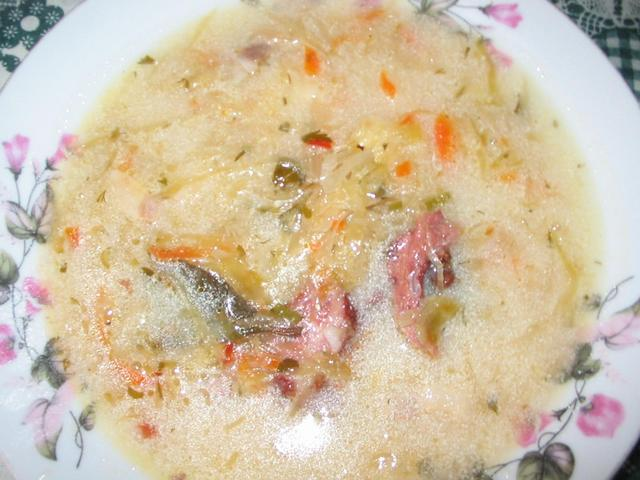
Капусняк з копченими реберцями

Капусня́к — заправна перша страва традиційної української кухні.
Готується переважно зі свіжої білокачанної капусти. Капусту для капусняка труть на дрібну тертушку. Має приємний легко кислий і солодкуватий смак від суміші кислої та свіжої капусти. Також додається пшоно. У готовому вигляді має густу консистенцію, в якій відсутні будь-які довгі частинки продуктів складників.
Не плутати з українським борщем, та будь-якими іншими «капусняками» інших країн і територій.
Назва «капусняк» утворилася тому, що основним складником страви є білокачанна капуста, а це десь більше 2-х третин складу.
Можна готувати й з квашеної капусти – буде смачніше.  Кажуть, що додавання кислої капусти при приготуванні страви лише погіршує смак, хоча це не так, бо є деякі народності, які так готують. Теоретично можливе приготування капусняку з капусти, яка не перетиралася.  Використовуються різні бульйони - від курячого до свинини та яловичого. В деяких регіонах додають томати та інші види круп.}}}}

## Види капусняків
Капусняки відрізняються один від одного набором продуктів, з яких їх приготовляють.
Капусняки готують вегетаріанські або на бульйоні з грибів чи жирної свинини. Капусняк можна готувати також на рибному бульйоні.
Характерним для півдня України є капусняк запорізький.

## Капусняк в інших країнах
З аналогічною назвою поширений у польській, словацькій кухнях та на східних територіях від України.

## Традиції
В Україні капусняк може бути повсякденною їжею, а також як окрема страва на весілля, поминки, як основна страва — на похорони.
Основна категорія споживачів цієї страви станом на кінець XX — початок XXI ст. — сільське населення України, з доходом нижче середнього рівня. Нині капусняки входять до меню деяких українських ресторанів, але вартість страви в цих закладах уже не відповідає категорії «традиційних» споживачів.
Капусняк краще смакує гарячий свіжоприготований, із каєнським перцем, хріном, зі сметаною, посипаний подрібненою зеленню петрушки чи кропу.

## Галерея

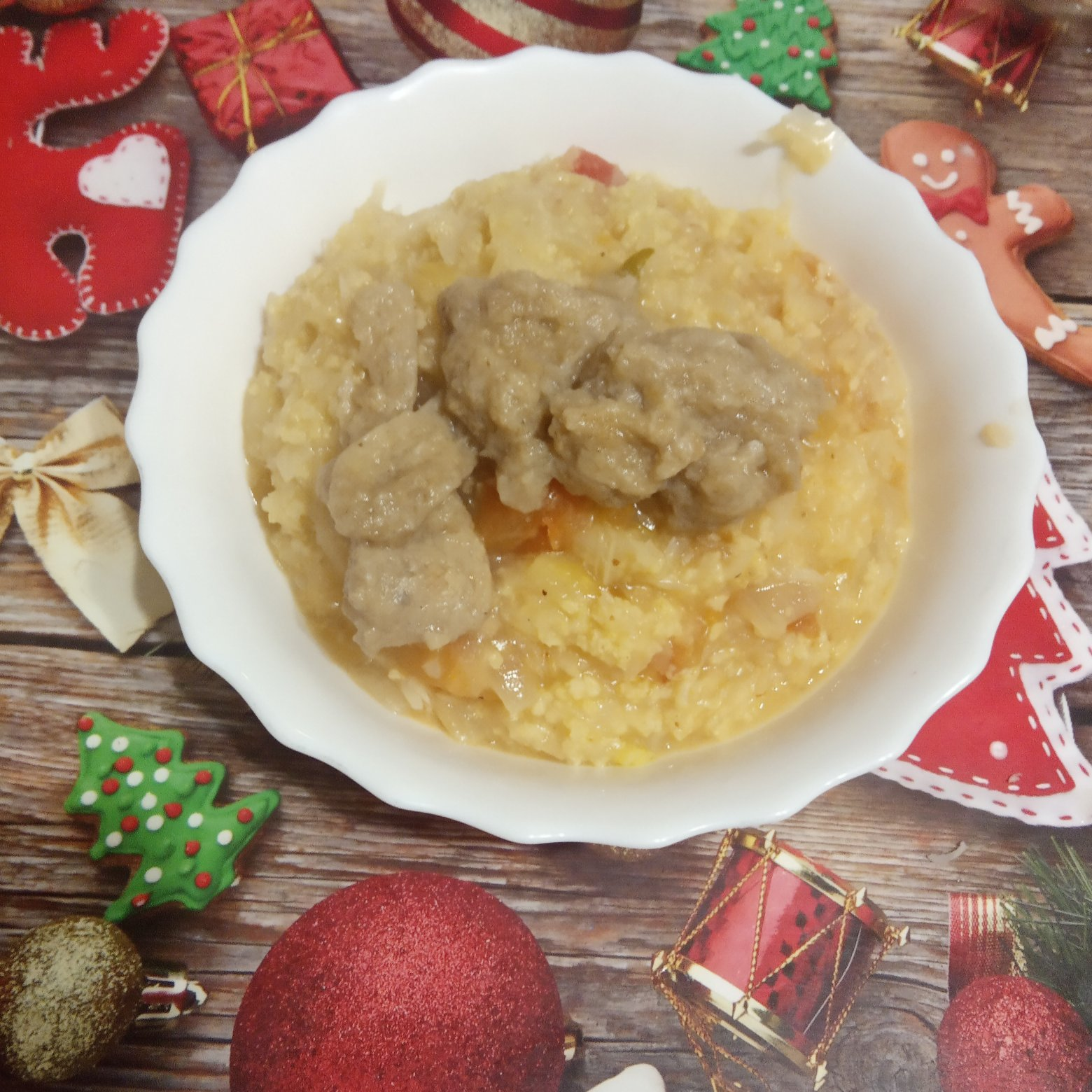
Веганський капусняк з пшоном і соєвим м'ясом